# Motorrad-Weltmeisterschaft 1970
Die Motorrad-WM-Saison 1970 war die 22. in der Geschichte der FIM-Motorrad-Straßenweltmeisterschaft.
In den Klassen bis 500 cm³ und bis 125 cm³ wurden elf, in den Klassen bis 350 cm³ und bis 50 cm³ zehn, in der Klasse bis 250 cm³ zwölf und bei den Gespannen acht Rennen ausgetragen.

## Punkteverteilung
| Punktewertung | Punktewertung | Punktewertung | Punktewertung | Punktewertung | Punktewertung | Punktewertung | Punktewertung | Punktewertung | Punktewertung | Punktewertung |
| ------------- | ------------- | ------------- | ------------- | ------------- | ------------- | ------------- | ------------- | ------------- | ------------- | ------------- |
| Platz         | 1             | 2             | 3             | 4             | 5             | 6             | 7             | 8             | 9             | 10            |
| Punkte        | 15            | 12            | 10            | 8             | 6             | 5             | 4             | 3             | 2             | 1             |

- Die Zahl gewerteter Läufe wurde bei gerader Anzahl an ausgetragenen Rennen berechnet, indem man diese Anzahl halbierte und dann mit eins addierte. Beispielsweise gingen bei sechs Rennen also vier in die WM-Wertung ein.
- Wurde eine ungerade Zahl Rennen ausgetragen, wurde die Zahl der Läufe mit eins addiert und dann halbiert. Beispielsweise gingen bei sieben Rennen somit vier in die Wertung ein.

## Wissenswertes

### Regeländerungen
Zur Saison 1970 wurden von der FIM folgende Änderungen des technischen Reglements beschlossen:
- die Maximale Zylinderzahl für die 125- sowie die 250-cm³-Klasse von vier auf zwei beschränkt, was schnell zum Verschwinden der Viertakter aus diesen Klassen führte
- für alle Klassen wurde die Getriebe auf maximal sechs Gänge begrenzt

### Todesfälle
- In den WM-Rennen der Saison 1970 kamen insgesamt sieben Fahrer ums Leben. Prominentestes Opfer war der Spanier Santiago Herrero, der am 8. Juni 1970 als WM-Führender der 250-cm³-Klasse im Lightweight-TT-Rennen (250-cm³-Klasse) stürzte und zwei Tage später seinen Verletzungen erlag.[1]

## 500-cm³-Klasse

### Rennergebnisse
|    | Datum      | Rennen                 | Strecke                   | Platz 1           | Platz 2           | Platz 3            | Schn. Rennrunde   |
| -- | ---------- | ---------------------- | ------------------------- | ----------------- | ----------------- | ------------------ | ----------------- |
| 1  | 03.05.     | 34. GP von Deutschland | Nürburgring- Nordschleife | Giacomo Agostini  | Alan Barnett      | Tommy Robb         | Giacomo Agostini  |
| 2  | 17.05.     | GP von Frankreich      | Le Mans                   | Giacomo Agostini  | Ginger Molloy     | Alberto Pagani     | Giacomo Agostini  |
| 3  | 24.05.     | GP der Adria           | Opatija                   | Giacomo Agostini  | Angelo Bergamonti | Roberto Gallina    | Giacomo Agostini  |
| 4  | 08.–12.06. | 52. Isle of Man TT     | Mountain Course           | Giacomo Agostini  | Peter Williams    | Bill Smith         | Giacomo Agostini  |
| 5  | 27.06.     | 40. Dutch TT           | Assen                     | Giacomo Agostini  | Angelo Bergamonti | Alberto Pagani     | Giacomo Agostini  |
| 6  | 05.07.     | 43. GP von Belgien     | Spa-Francorchamps         | Giacomo Agostini  | Christian Ravel   | Tommy Robb         | Giacomo Agostini  |
| 7  | 12.07.     | 13. GP der DDR         | Sachsenring               | Giacomo Agostini  | John Dodds        | Martin Carney      | Giacomo Agostini  |
| 8  | 02.08.     | GP von Finnland        | Imatra                    | Giacomo Agostini  | Ginger Molloy     | Alberto Pagani     | Giacomo Agostini  |
| 9  | 15.08.     | 42. Ulster GP          | Dundrod                   | Giacomo Agostini  | Ginger Molloy     | Percy Tait         | Giacomo Agostini  |
| 10 | 13.09.     | 48. GP der Nationen    | Monza                     | Giacomo Agostini  | Angelo Bergamonti | Silvano Bertarelli | Renzo Pasolini    |
| 11 | 27.09.     | 20. GP von Spanien     | Montjuïc                  | Angelo Bergamonti | Ginger Molloy     | Giuseppe Mandolini | Angelo Bergamonti |

### Fahrerwertung
| 1  | Giacomo Agostini   | MV Agusta              | 90 (150) |
| 2  | Ginger Molloy      | Bultaco / Kawasaki     | 62 (71)  |
| 3  | Angelo Bergamonti  | Aermacchi / MV Agusta  | 59       |
| 4  | Tommy Robb         | Seeley                 | 36       |
| 5  | Alberto Pagani     | Linto                  | 30       |
| 6  | Alan Barnett       | Seeley                 | 24       |
| 7  | Christian Ravel    | Kawasaki               | 24       |
| 8  | Jack Findlay       | Seeley / Seeley-Suzuki | 24       |
| 9  | Martti Pesonen     | Yamaha                 | 24       |
| 10 | Peter Williams     | Matchless              | 22       |
| 11 | Roberto Gallina    | Paton                  | 20       |
| 12 | Martin Carney      | Kawasaki               | 20       |
| 13 | Gyula Marsovszky   | Kawasaki               | 18       |
| 14 | Éric Offenstadt    | Kawasaki               | 14       |
| 15 | John Dodds         | König / Linto          | 12       |
| 16 | Bill Smith         | Kawasaki               | 10       |
|    | Percy Tait         | Seeley                 | 10       |
|    | Silvano Bertarelli | Kawasaki               | 10       |
|    | Giuseppe Mandolini | Aermacchi              | 10       |
| 20 | Dave Simmonds      | Kawasaki               | 10       |
| 21 | Karl Hoppe         | Münch-URS              | 8        |
|    | Karl Auer          | Matchless              | 8        |
| 23 | Giampiero Zubani   | Kawasaki               | 8        |
|    | John Williams      | Métisse-Matchless      | 8        |

| 25 | Billie Nelson      | Paton             | 7 |
|    | Godfrey Nash       | Tickle Manx T5    | 7 |
| 27 | Ernst Hiller       | Kawasaki          | 7 |
| 28 | Brian Steenson (†) | Seeley            | 6 |
|    | Paul Smart         | Seeley            | 6 |
|    | Lewis Young        | Honda             | 6 |
| 31 | Terry Dennehy      | Drixton-Honda     | 6 |
| 32 | Walter Rungg       | Aermacchi         | 5 |
|    | Tony Jefferies     | Matchless         | 5 |
|    | Rob Bron           | Suzuki            | 5 |
| 35 | Steve Ellis        | Matchless         | 5 |
| 36 | Ron Chandler       | Seeley            | 5 |
| 37 | Selwyn Griffiths   | Matchless         | 4 |
| 38 | Brian Adams        | Norton            | 3 |
|    | Gerry Mateer       | Norton            | 3 |
|    | Giovanni Perrone   | Kawasaki          | 3 |
| 41 | Vincent Duckett    | Seeley            | 2 |
|    | Hans-Otto Butenuth | BMW               | 2 |
|    | Paolo Campanelli   | Kawasaki          | 2 |
| 44 | Jean Campiche      | Honda             | 2 |
| 45 | André-Luc Appietto | Paton             | 1 |
|    | Steve Spencer      | Norton            | 1 |
|    | Charlie Dobson     | Seeley            | 1 |
|    | Vasco Loro         | Norton / Kawasaki | 1 |
|    | Gordon Keith       | Velocette         | 1 |

(Punkte in Klammern inklusive Streichresultate)

### Konstrukteurswertung
| 1  | MV Agusta   | 90 (165) |
| 2  | Kawasaki    | 70 (106) |
| 3  | Seeley      | 56 (82)  |
| 4  | Aermacchi   | 47       |
| 5  | Linto       | 42       |
| 6  | Matchless   | 34       |
| 7  | Paton       | 28       |
| 8  | Yamaha      | 24       |
| 9  | Suzuki      | 13       |
| 10 | Honda       | 9        |
| 11 | Münch-URS   | 8        |
| 12 | Tickle Manx | 7        |
| 13 | Bultaco     | 6        |
| 14 | Norton      | 6        |
| 15 | BMW         | 2        |
| 16 | Velocette   | 1        |

(Punkte in Klammern inklusive Streichresultate)

## 350-cm³-Klasse

### Rennergebnisse
|    | Datum      | Rennen                  | Strecke                   | Platz 1           | Platz 2           | Platz 3          | Schn. Rennrunde                     |
| -- | ---------- | ----------------------- | ------------------------- | ----------------- | ----------------- | ---------------- | ----------------------------------- |
| 1  | 03.05.     | 34. GP von Deutschland  | Nürburgring- Nordschleife | Giacomo Agostini  | Kel Carruthers    | Chas Mortimer    | Giacomo Agostini                    |
| 2  | 24.05.     | GP der Adria            | Opatija                   | Giacomo Agostini  | Kel Carruthers    | Silvio Grassetti | Giacomo Agostini                    |
| 3  | 08.–12.06. | 52. Isle of Man TT      | Mountain Course           | Giacomo Agostini  | Alan Barnett      | Paul Smart       | Giacomo Agostini                    |
| 4  | 27.06.     | 40. Dutch TT            | Assen                     | Giacomo Agostini  | Renzo Pasolini    | Phil Read        | Giacomo Agostini und Renzo Pasolini |
| 5  | 12.07.     | 13. GP der DDR          | Sachsenring               | Giacomo Agostini  | Renzo Pasolini    | Kel Carruthers   | Giacomo Agostini                    |
| 6  | 19.07.     | GP der Tschechoslowakei | Masaryk-Ring              | Giacomo Agostini  | Renzo Pasolini    | Kent Andersson   | Giacomo Agostini                    |
| 7  | 02.08.     | GP von Finnland         | Imatra                    | Giacomo Agostini  | Kent Andersson    | Rodney Gould     | Giacomo Agostini                    |
| 8  | 15.08.     | 42. Ulster GP           | Dundrod                   | Giacomo Agostini  | Günter Bartusch   | Tommy Robb       | Giacomo Agostini                    |
| 9  | 13.09.     | 48. GP der Nationen     | Monza                     | Giacomo Agostini  | Angelo Bergamonti | Renzo Pasolini   | Giacomo Agostini                    |
| 10 | 27.09.     | 20. GP von Spanien      | Montjuïc                  | Angelo Bergamonti | Rodney Gould      | Kent Andersson   | Angelo Bergamonti                   |

### Fahrerwertung
| 1  | Giacomo Agostini   | MV Agusta        | 90 (135) |
| 2  | Kel Carruthers     | Benelli / Yamaha | 58       |
| 3  | Renzo Pasolini     | Benelli          | 46       |
| 4  | Kent Andersson     | Yamaha           | 44       |
| 5  | Martti Pesonen     | Yamaha           | 38       |
| 6  | Rodney Gould       | Yamaha           | 28       |
| 7  | Angelo Bergamonti  | MV Agusta        | 27       |
| 8  | Günter Bartusch    | MZ               | 20       |
| 9  | Alan Barnett       | Aermacchi        | 20       |
| 10 | Tommy Robb         | Yamaha           | 18       |
| 11 | Dieter Braun       | MZ / Yamaha      | 17       |
| 12 | Silvio Grassetti   | Jawa             | 16       |
| 13 | Karl Hoppe         | Yamaha           | 16       |
| 14 | Billie Nelson      | Yamaha           | 16       |
| 15 | Chas Mortimer      | Yamaha           | 15       |
| 16 | Tony Rutter        | Yamaha           | 14       |
| 17 | Paul Smart         | Yamaha           | 10       |
|    | Phil Read          | Yamaha           | 10       |
| 19 | Terry Dennehy      | Yamaha           | 10       |
| 20 | Roberto Gallina    | Aermacchi        | 9        |
|    | Jack Findlay       | Yamaha           | 9        |
| 22 | Malcolm Uphill     | Yamaha           | 8        |
| 23 | Bosse Granath      | Yamaha           | 8        |
| 24 | Hans-Dieter Görgen | Yamaha           | 6        |

| 25 | Jim Curry           | Drixton-Aermacchi / Honda | 6 |
| 26 | Peter Berwick       | Aermacchi                 | 5 |
| 27 | Walter Rungg        | Aermacchi                 | 4 |
|    | Karel Bojer         | ČZ                        | 4 |
|    | Ray Pickrell        | Aermacchi                 | 4 |
|    | Theo Louwes         | Yamaha                    | 4 |
|    | Giuseppe Visenzi    | Yamaha                    | 4 |
| 32 | Walter Scheimann    | Yamaha                    | 3 |
|    | Robin Duffty        | Aermacchi                 | 3 |
|    | Cliff Carr          | Yamaha                    | 3 |
|    | Theo Bult           | Yamaha                    | 3 |
|    | Tony Jefferies      | Yamaha                    | 3 |
| 37 | Vasco Loro          | Yamaha                    | 2 |
|    | Franz Kroon         | Yamaha                    | 2 |
|    | Mick Chatterton     | Yamaha                    | 2 |
|    | Jerry Lancaster     | Yamaha                    | 2 |
|    | Martin Carney       | Kawasaki                  | 2 |
| 42 | Walter Sommer       | Aermacchi                 | 1 |
|    | Paul Eickelberg     | Aermacchi                 | 1 |
|    | John Trevor Findlay | Norton                    | 1 |
|    | Pentti Lehtelä      | Yamaha                    | 1 |
|    | Denis Gallagher     | Aermacchi                 | 1 |
|    | Ernst Holzeis       | Yamaha                    | 1 |

(Punkte in Klammern inklusive Streichresultate)

### Konstrukteurswertung
| 1 | MV Agusta | 90 (150) |
| 2 | Benelli   | 70       |
| 3 | Yamaha    | 64 (97)  |
| 4 | Aermacchi | 34       |
| 5 | MZ        | 26       |
| 6 | Jawa      | 16       |
| 7 | ČZ        | 4        |
| 8 | Kawasaki  | 2        |
| 9 | Norton    | 1        |
|   | Honda     | 1        |

(Punkte in Klammern inklusive Streichresultate)

## 250-cm³-Klasse

### Rennergebnisse
|    | Datum      | Rennen                  | Strecke                   | Platz 1          | Platz 2          | Platz 3          | Schn. Rennrunde  |
| -- | ---------- | ----------------------- | ------------------------- | ---------------- | ---------------- | ---------------- | ---------------- |
| 1  | 03.05.     | 74. GP von Deutschland  | Nürburgring- Nordschleife | Kel Carruthers   | Klaus Huber      | Chas Mortimer    | Klaus Huber      |
| 2  | 17.05.     | GP von Frankreich       | Le Mans                   | Rodney Gould     | Santiago Herrero | László Szabó     | Santiago Herrero |
| 3  | 24.05.     | GP der Adria            | Opatija                   | Santiago Herrero | Kent Andersson   | Rodney Gould     | Kel Carruthers   |
| 4  | 08.–12.06. | 52. Isle of Man TT      | Mountain Course           | Kel Carruthers   | Rodney Gould     | Günter Bartusch  | Kel Carruthers   |
| 5  | 27.06.     | 40. Dutch TT            | Assen                     | Rodney Gould     | Phil Read        | Jarno Saarinen   | Phil Read        |
| 6  | 05.07.     | 43. GP von Belgien      | Spa-Francorchamps         | Rodney Gould     | Kel Carruthers   | Börje Jansson    | Rodney Gould     |
| 7  | 12.07.     | 13. GP der DDR          | Sachsenring               | Rodney Gould     | Silvio Grassetti | Kent Andersson   | Kel Carruthers   |
| 8  | 19.07.     | GP der Tschechoslowakei | Masaryk-Ring              | Kel Carruthers   | Kent Andersson   | Jarno Saarinen   | Kel Carruthers   |
| 9  | 02.08.     | GP von Finnland         | Imatra                    | Rodney Gould     | Kent Andersson   | Paul Smart       | Rodney Gould     |
| 10 | 15.08.     | 42. Ulster GP           | Dundrod                   | Kel Carruthers   | Rodney Gould     | Paul Smart       | Kel Carruthers   |
| 11 | 13.09.     | 48. GP der Nationen     | Monza                     | Rodney Gould     | Kel Carruthers   | Phil Read        | Rodney Gould     |
| 12 | 27.09.     | 20. GP von Spanien      | Montjuïc                  | Kent Andersson   | Ginger Molloy    | Silvio Grassetti | Kent Andersson   |

### Fahrerwertung
| 1  | Rodney Gould         | Yamaha      | 102 (124) |
| 2  | Kel Carruthers       | Yamaha      | 84        |
| 3  | Kent Andersson       | Yamaha      | 67        |
| 4  | Jarno Saarinen       | Yamaha      | 57        |
| 5  | Börje Jansson        | Yamaha      | 34        |
| 6  | Chas Mortimer        | Yamaha      | 30        |
| 7  | Gyula Marsovszky     | Yamaha      | 28        |
| 8  | Santiago Herrero (†) | OSSA        | 27        |
| 9  | Bosse Granath        | Yamaha      | 25        |
| 10 | Silvio Grassetti     | Yamaha / MZ | 24        |
| 11 | László Szabó         | MZ          | 23        |
| 12 | Phil Read            | Yamaha      | 22        |
| 13 | Paul Smart           | Yamaha      | 20        |
| 14 | Dieter Braun         | MZ          | 19        |
| 15 | Günter Bartusch      | MZ          | 16        |
| 16 | Theo Bult            | Yamaha      | 15        |
| 17 | Klaus Huber          | Yamaha      | 14        |
| 18 | Tony Rutter          | Yamaha      | 14        |
| 19 | Ginger Molloy        | Yamaha      | 12        |
| 20 | Alex George          | Yamaha      | 11        |
| 21 | Lothar John          | Yamaha      | 11        |
| 22 | Cees van Dongen      | Yamaha      | 10        |
| 23 | Walter Sommer        | Yamaha      | 8         |
| 24 | Peter Berwick        | Suzuki      | 8         |
| 25 | Heinrich Rosenbusch  | Yamaha      | 7         |

|    | Oronzo Memola       | Yamaha    | 7 |
| 27 | Teuvo Länsivuori    | Yamaha    | 7 |
| 28 | Angelo Bergamonti   | Aermacchi | 6 |
|    | Keith Turner        | Yamaha    | 6 |
| 30 | Roland Olsson       | Yamaha    | 5 |
|    | Giuseppe Visenzi    | Yamaha    | 5 |
| 32 | Ian Richards        | Yamaha    | 4 |
|    | Leo Commu           | Yamaha    | 4 |
|    | Pentti Korhonen     | Yamaha    | 4 |
|    | Derek Chatterton    | Yamaha    | 4 |
|    | Luigi Anelli        | Yamaha    | 4 |
|    | Alberto Pagani      | Aermacchi | 4 |
| 38 | Marty Lunde         | Yamaha    | 3 |
|    | Malcolm Uphill      | Suzuki    | 3 |
|    | Maurice Hawthorne   | Yamaha    | 3 |
| 41 | Seppo Kangasniemi   | Yamaha    | 2 |
|    | Tony Smith          | Yamaha    | 2 |
|    | Toni Gruber         | Yamaha    | 2 |
|    | Bob Coulter         | Yamaha    | 2 |
| 45 | Christian Bourgeois | Yamaha    | 1 |
|    | Gøsta Jensen        | Yamaha    | 1 |
|    | Bill Smith          | Yamaha    | 1 |
|    | Adolf Ohligschläger | Yamaha    | 1 |
|    | Mick Chatterton     | Yamaha    | 1 |

(Punkte in Klammern inklusive Streichresultate)

### Konstrukteurswertung
| 1 | Yamaha    | 105 (177) |
| 2 | MZ        | 56 (58)   |
| 3 | OSSA      | 27        |
| 4 | Aermacchi | 10        |
| 5 | Suzuki    | 9         |

(Punkte in Klammern inklusive Streichresultate)

## 125-cm³-Klasse

### Rennergebnisse
|    | Datum      | Rennen                  | Strecke                   | Platz 1           | Platz 2          | Platz 3           | Schn. Rennrunde   |
| -- | ---------- | ----------------------- | ------------------------- | ----------------- | ---------------- | ----------------- | ----------------- |
| 1  | 03.05.     | 34. GP von Deutschland  | Nürburgring- Nordschleife | John Dodds        | Heinz Kriwanek   | Walter Sommer     | László Szabó      |
| 2  | 17.05.     | GP von Frankreich       | Le Mans                   | Dieter Braun      | Börje Jansson    | Günter Bartusch   | Ángel Nieto       |
| 3  | 24.05.     | GP der Adria            | Opatija                   | Dieter Braun      | Ángel Nieto      | Angelo Bergamonti | Ángel Nieto       |
| 4  | 08.–12.06. | 52. Isle of Man TT      | Mountain Course           | Dieter Braun      | Börje Jansson    | Günter Bartusch   | Dave Simmonds     |
| 5  | 27.06.     | 40. Dutch TT            | Assen                     | Dieter Braun      | Dave Simmonds    | László Szabó      | Ángel Nieto       |
| 6  | 05.07.     | 43. GP von Belgien      | Spa-Francorchamps         | Ángel Nieto       | Dave Simmonds    | Börje Jansson     | Ángel Nieto       |
| 7  | 12.07.     | 13. GP der DDR          | Sachsenring               | Ángel Nieto       | Dieter Braun     | Börje Jansson     | Ángel Nieto       |
| 8  | 19.07.     | GP der Tschechoslowakei | Masaryk-Ring              | Gilberto Parlotti | Dieter Braun     | Dave Simmonds     | Gilberto Parlotti |
| 9  | 02.08.     | GP von Finnland         | Imatra                    | Dave Simmonds     | Thomas Heuschkel | Hartmut Bischoff  | Ángel Nieto       |
| 10 | 13.09.     | 48. GP der Nationen     | Monza                     | Ángel Nieto       | László Szabó     | Cees van Dongen   | Gilberto Parlotti |
| 11 | 27.09.     | 20. GP von Spanien      | Montjuïc                  | Ángel Nieto       | Barry Sheene     | Börje Jansson     | Ángel Nieto       |

### Fahrerwertung
| 1  | Dieter Braun        | Suzuki         | 84 (92) |
| 2  | Ángel Nieto         | Derbi          | 72      |
| 3  | Börje Jansson       | Maico          | 62 (73) |
| 4  | Dave Simmonds       | Kawasaki       | 57      |
| 5  | László Szabó        | MZ             | 34      |
| 6  | Toni Gruber         | Maico          | 33      |
| 7  | Aalt Toersen        | Suzuki         | 31      |
| 8  | John Dodds          | Aermacchi      | 24      |
| 9  | Günter Bartusch     | MZ             | 22      |
| 10 | Heinz Kriwanek      | Rotax          | 21      |
| 11 | Gilberto Parlotti   | Morbidelli     | 15      |
| 12 | Hartmut Bischoff    | MZ             | 15      |
| 13 | Thomas Heuschkel    | MZ             | 12      |
|    | Barry Sheene        | Suzuki         | 12      |
| 15 | Walter Sommer       | Yamah          | 12      |
| 16 | Giuseppe Mandolini  | Villa          | 11      |
| 17 | Angelo Bergamonti   | Aermacchi      | 10      |
|    | Cees van Dongen     | Yamaha         | 10      |
| 19 | Bernd Köhler        | MZ             | 10      |
| 20 | Giuseppe Consalvi   | Villa          | 10      |
| 21 | János Reisz         | MZ             | 9       |
| 22 | Steve Murray        | Honda          | 8       |
| 23 | Klaus Huber         | Maico          | 8       |
| 24 | Jerry Lancaster     | Drixton-Yamaha | 8       |
| 25 | Otello Buscherini   | Villa          | 6       |
| 26 | Fred Launchbury     | Bultaco        | 6       |
| 27 | Jean-Louis Pasquier | Maico          | 6       |
| 28 | Matti Salonen       | Yamaha         | 6       |
| 29 | Walter Villa        | Villa          | 6       |

| 30 | Ryszard Mankiewicz      | MZ         | 6 |
| 31 | Eugenio Lazzarini       | Morbidelli | 5 |
|    | Jim Curry               | Honda      | 5 |
|    | Chas Mortimer           | Villa      | 5 |
| 34 | Jürgen Lenk             | MZ         | 5 |
| 35 | Siegfried Möhringer     | Yamaha     | 4 |
|    | Tommy Robb              | Maico      | 4 |
|    | Jan de Vries            | MZ         | 4 |
|    | José Peón               | MZ         | 4 |
|    | Lothar John             | Yamaha     | 4 |
|    | José Medrano            | Bultaco    | 4 |
| 41 | Teuvo Länsivuori        | Yamaha     | 4 |
| 42 | Walter Scheimann        | Villa      | 4 |
| 43 | Herbert Mann            | MZ         | 3 |
|    | Pierre Viura            | Maico      | 3 |
|    | John Kiddie             | Honda      | 3 |
|    | Roland Rentzsch         | MZ         | 3 |
| 47 | Jean Auréal             | Yamaha     | 2 |
|    | Barrie Dickinson        | Honda      | 2 |
|    | Ingo Köppe (†)          | MZ         | 2 |
|    | Luigi Rinaudo           | Aermacchi  | 2 |
|    | Ulrich Graf             | Honda      | 2 |
| 52 | Hans-Joachim Dittberner | Honda      | 1 |
|    | Ken Armstrong           | Honda      | 1 |
|    | Aad Droog               | Yamaha     | 1 |
|    | Wolfgang Rösch          | MZ         | 1 |
|    | Mikko Hamunen           | Yamaha     | 1 |
|    | János Drapál            | MZ         | 1 |
|    | Benjamín Grau           | Bultaco    | 1 |

(Punkte in Klammern inklusive Streichresultate)

### Konstrukteurswertung
| 1  | Suzuki     | 84 (96) |
| 2  | Derbi      | 72      |
| 3  | Maico      | 62 (90) |
| 4  | MZ         | 59 (74) |
| 5  | Kawasaki   | 57      |
| 6  | Aermacchi  | 42      |
| 7  | Yamaha     | 31      |
| 8  | Villa      | 29      |
| 9  | Rotax      | 21      |
| 10 | Morbidelli | 20      |
| 11 | Honda      | 11      |
| 12 | Bultaco    | 10      |

(Punkte in Klammern inklusive Streichresultate)

## 50-cm³-Klasse

### Rennergebnisse
|    | Datum  | Rennen                  | Strecke                   | Platz 1           | Platz 2           | Platz 3           | Schn. Rennrunde |
| -- | ------ | ----------------------- | ------------------------- | ----------------- | ----------------- | ----------------- | --------------- |
| 1  | 03.05. | 34. GP von Deutschland  | Nürburgring- Nordschleife | Ángel Nieto       | Rudolf Kunz       | Gilberto Parlotti | Ángel Nieto     |
| 2  | 17.05. | GP von Frankreich       | Le Mans                   | Ángel Nieto       | Aalt Toersen      | Rudolf Kunz       | Ángel Nieto     |
| 3  | 24.05. | GP der Adria            | Opatija                   | Ángel Nieto       | Jan de Vries      | Jos Schurgers     | Ángel Nieto     |
| 4  | 27.06. | 40. Dutch TT            | Assen                     | Ángel Nieto       | Jan de Vries      | Salvador Cañellas | Ángel Nieto     |
| 5  | 05.07. | 43. GP von Belgien      | Spa-Francorchamps         | Aalt Toersen      | Ángel Nieto       | Jos Schurgers     | Aalt Toersen    |
| 6  | 12.07. | 13. GP der DDR          | Sachsenring               | Aalt Toersen      | Jos Schurgers     | Ángel Nieto       | Aalt Toersen    |
| 7  | 19.07. | GP der Tschechoslowakei | Masaryk-Ring              | Aalt Toersen      | Rudolf Kunz       | Salvador Cañellas | Aalt Toersen    |
| 8  | 15.08. | 42. Ulster GP           | Dundrod                   | Ángel Nieto       | Salvador Cañellas | Aalt Toersen      | Ángel Nieto     |
| 9  | 13.09. | 48. GP der Nationen     | Monza                     | Jan de Vries      | Rudolf Kunz       | Ludwig Faßbender  | Jan de Vries    |
| 10 | 27.09. | 20. GP von Spanien      | Montjuïc                  | Salvador Cañellas | Rudolf Kunz       | Jan de Vries      | Rudolf Kunz     |

### Fahrerwertung
| 1  | Ángel Nieto       | Derbi      | 87 (105) |
| 2  | Aalt Toersen      | Jamathi    | 75 (84)  |
| 3  | Rudolf Kunz       | Kreidler   | 66 (88)  |
| 4  | Salvador Cañellas | Derbi      | 63 (74)  |
| 5  | Jan de Vries      | Kreidler   | 60 (66)  |
| 6  | Jos Schurgers     | Kreidler   | 41       |
| 7  | Martin Mijwaart   | Jamathi    | 40 (45)  |
| 8  | Ludwig Faßbender  | Kreidler   | 17       |
| 9  | Gilberto Parlotti | Tomos      | 15       |
| 10 | Harald Bartol     | Kreidler   | 11       |
| 11 | Juan Bordons      | Derbi      | 10       |
| 12 | Eugenio Lazzarini | Morbidelli | 9        |
| 13 | Luigi Rinaudo     | Tomos      | 9        |
| 14 | Bruno Cretti      | Malanca    | 8        |
| 15 | André Millard     | Kreidler   | 8        |
| 16 | Cees van Dongen   | Kreidler   | 7        |
| 17 | Michal Stripacuk  | Jamathi    | 6        |
| 18 | Otello Buscherini | Honda      | 5        |
|    | Ulrich Graf       | Kreidler   | 5        |

| 25 | Manfred Bernsee         | Maico      | 4 |
|    | Teunis Ramaker          | Kreidler   | 4 |
|    | Chris Geary             | Honda      | 4 |
|    | Gerhard Thurow          | Kreidler   | 4 |
|    | Federico van der Hoeven | Kreidler   | 4 |
| 25 | Ryszard Mankiewicz      | Kreidler   | 4 |
| 26 | Rob Bron                | Kreidler   | 3 |
|    | Lasse Johansson         | Maico      | 3 |
|    | Chris Walpole           | Honda      | 3 |
| 29 | Franco Ringhini         | Morbidelli | 3 |
| 30 | Ton Daleman             | Kreidler   | 2 |
|    | Hans Kroismayr          | Kreidler   | 2 |
|    | Ray Simpson             | Honda      | 2 |
| 33 | Jan Bruins              | Kreidler   | 1 |
|    | Gernot Weser            | Kreidler   | 1 |
|    | Denis Clancy            | Yamaha     | 1 |
|    | Michele Cannizzaro      | Guazzoni   | 1 |
|    | Gottlob Schweikardt     | Kreidler   | 1 |

### Konstrukteurswertung
| 1 | Derbi      | 90 (125) |
| 2 | Jamathi    | 75 (89)  |
| 3 | Kreidler   | 75 (115) |
| 4 | Tomos      | 24       |
| 5 | Morbidelli | 12       |
| 6 | Honda      | 9        |
| 7 | Malanca    | 8        |
| 8 | Maico      | 7        |
| 9 | Yamaha     | 1        |
|   | Guazzoni   | 1        |

(Punkte in Klammern inklusive Streichresultate)

## Gespanne (500 cm³)

### Rennergebnisse
|   | Datum      | Rennen                  | Strecke                   | Platz 1                         | Platz 2                                    | Platz 3                                    | Schn. Rennrunde                 |
| - | ---------- | ----------------------- | ------------------------- | ------------------------------- | ------------------------------------------ | ------------------------------------------ | ------------------------------- |
| 1 | 03.05.     | 34. GP von Deutschland  | Nürburgring- Nordschleife | Georg Auerbacher / Hermann Hahn | Heinz Luthringshauser / Hans-Jürgen Cusnik | Richard Wegener / Adi Heinrichs            | Klaus Enders / Wolfgang Kalauch |
| 2 | 17.05.     | GP von Frankreich       | Le Mans                   | Klaus Enders / Wolfgang Kalauch | Georg Auerbacher / Hermann Hahn            | Siegfried Schauzu / Horst Schneider        | Klaus Enders / Wolfgang Kalauch |
| 3 | 08.–12.06. | 52. Isle of Man TT      | Mountain Course           | Klaus Enders / Wolfgang Kalauch | Siegfried Schauzu / Horst Schneider        | Heinz Luthringshauser / Hans-Jürgen Cusnik | Klaus Enders / Wolfgang Kalauch |
| 4 | 27.06.     | 40. Dutch TT            | Assen                     | Georg Auerbacher / Hermann Hahn | Horst Owesle / Julius Kremer               | Siegfried Schauzu / Peter Rutterford       | Georg Auerbacher / Hermann Hahn |
| 5 | 05.07.     | 43. GP von Belgien      | Spa-Francorchamps         | Arsenius Butscher / Josef Huber | Jean-Claude Castella / Albert Castella     | Pip Harris / Ray Lindsay                   | Klaus Enders / Wolfgang Kalauch |
| 6 | 19.07.     | GP der Tschechoslowakei | Masaryk-Ring              | Klaus Enders / Ralf Engelhardt  | Georg Auerbacher / Hermann Hahn            | Arsenius Butscher / Josef Huber            | Klaus Enders / Ralf Engelhardt  |
| 7 | 02.08.     | GP von Finnland         | Imatra                    | Klaus Enders / Ralf Engelhardt  | Siegfried Schauzu / Peter Rutterford       | Arsenius Butscher / Josef Huber            | Klaus Enders / Ralf Engelhardt  |
| 8 | 15.08.     | 42. Ulster GP           | Dundrod                   | Klaus Enders / Ralf Engelhardt  | Siegfried Schauzu / Peter Rutterford       | Jean-Claude Castella / Albert Castella     | Klaus Enders / Ralf Engelhardt  |

### Fahrerwertung
| 1  | Klaus Enders          | Wolfgang Kalauch bzw. Ralf Engelhardt                      | BMW       | 62 (67) |
| 2  | Georg Auerbacher      | Hermann Hahn                                               | BMW       | 26      |
| 3  | Siegfried Schauzu     | Horst Schneider bzw. Peter Rutterford                      | BMW       | 56 (66) |
| 4  | Arsenius Butscher     | Josef Huber bzw. Karl Lauterbach bzw. Werner Metzger       | BMW       | 51 (55) |
| 5  | Jean-Claude Castella  | Albert Castella                                            | BMW       | 42 (53) |
| 6  | Heinz Luthringshauser | Hans-Jürgen Cusnik bzw. Klaas de Geus bzw. Armgard Neumann | BMW       | 35      |
| 7  | Horst Owesle          | Julius Kremer                                              | Münch-URS | 34      |
| 8  | Richard Wegener       | Adi Heinrichs                                              | BMW       | 22      |
| 9  | Tony Wakefield        | John Flaxman                                               | BMW       | 16      |
| 10 | Graham Milton         | John Thornton                                              | BMW       | 12      |
| 11 | Egon Schons           | Karl Lauterbach                                            | BMW       | 11      |
| 12 | Pip Harris            | Ray Lindsay                                                | BMW       | 10      |
| 13 | Mick Boddice          | Clive Pollington                                           | BSA       | 10      |
| 14 | Siegfried Maier       | Siegfried Brauning                                         | BMW       | 6       |
|    | Helmut Lünemann       | Michael Stöckel                                            | BMW       | 6       |
| 16 | Gerhard Müller        | Willy Buchecker                                            | BMW       | 6       |
| 17 | Jeff Gawley           | Graham Alcock                                              | BSA       | 5       |
| 18 | Hermann Binding       | Helmut Fleck bzw. Heinrich Kuchler                         | BMW       | 5       |
| 19 | Joseph Duhem          | Pierre Longet                                              | BMW       | 4       |
|    | Fred Cornbill         | Gordon Tinkler                                             | Triumph   | 4       |
| 21 | Colin Hornby          | Mike Griffiths                                             | BMW       | 3       |
|    | Charlie Freeman       | Eddie Fletcher                                             | Norton    | 3       |
|    | Chris Vincent         | Brian Haddrell                                             | BSA       | 3       |
|    | Joe Coxon             | S. Nolan                                                   | BSA       | 3       |
| 25 | Gustav Pape           | Franz Kallenberg                                           | BMW       | 3       |
| 26 | Willy Emrich          | Rolf Emrich                                                | BMW       | 2       |
|    | Bill Currie           | Frank Kay                                                  | GSM       | 2       |
|    | Ruben Bjarnemark      | Marianne Kjellmodin-Hansen                                 | BMW       | 2       |
|    | Dick Hawes            | John Mann                                                  | Seeley    | 2       |
| 30 | Mick Horspole         | John McPherson                                             | Triumph   | 1       |
|    | Herman Oosterloo      | Karel Hermans                                              | BMW       | 1       |
|    | Bob Kewley            | A. Hardy                                                   | BSA       | 1       |

(Punkte in Klammern inklusive Streichresultate)

### Konstrukteurswertung
| 1 | BMW       | 75 (120) |
| 2 | Münch-URS | 34       |
| 3 | BSA       | 13       |
| 4 | Triumph   | 5        |
| 5 | Norton    | 4        |
| 6 | GSM       | 2        |
|   | Seeley    | 2        |

(Punkte in Klammern inklusive Streichresultate)

## Verweise